# Sturisomatichthys citurensis
Sturisomatichthys citurensis är en fiskart som först beskrevs av Meek och Hildebrand, 1913.  Sturisomatichthys citurensis ingår i släktet Sturisomatichthys och familjen Loricariidae. Inga underarter finns listade i Catalogue of Life.